# Lac Natchikinskoïe
Le lac Natchikinskoïe (en russe : Начикинское озеро, Nachikinskoye ozero) est un lac d'eau douce situé au sud de la péninsule du Kamtchatka, dans l'Extrême-Orient russe. La superficie du lac est de 7,2 km2 et celle de son bassin versant de 202 km2.
D'origine glaciaire, le lac Natchikinskoïe est la source de la rivière Plotnikova.
Le lac est un lieu de frai pour plusieurs espèces de saumons : le saumon rouge (Oncorhynchus nerka), le saumon coho (Oncorhynchus kisutch) et le saumon rose (Oncorhynchus gorbuscha) ainsi que de plusieurs espèces de truites.